# Froschham (Tittmoning)
Froschham ist ein Stadtteil von Tittmoning im oberbayerischen Landkreis Traunstein. Der Weiler liegt circa einen Kilometer südlich von Tittmoning.

## Baudenkmäler
Siehe auch: Liste der Baudenkmäler in Tittmoning#Weitere Ortsteile
- Hofkapelle